# 庄内砂丘

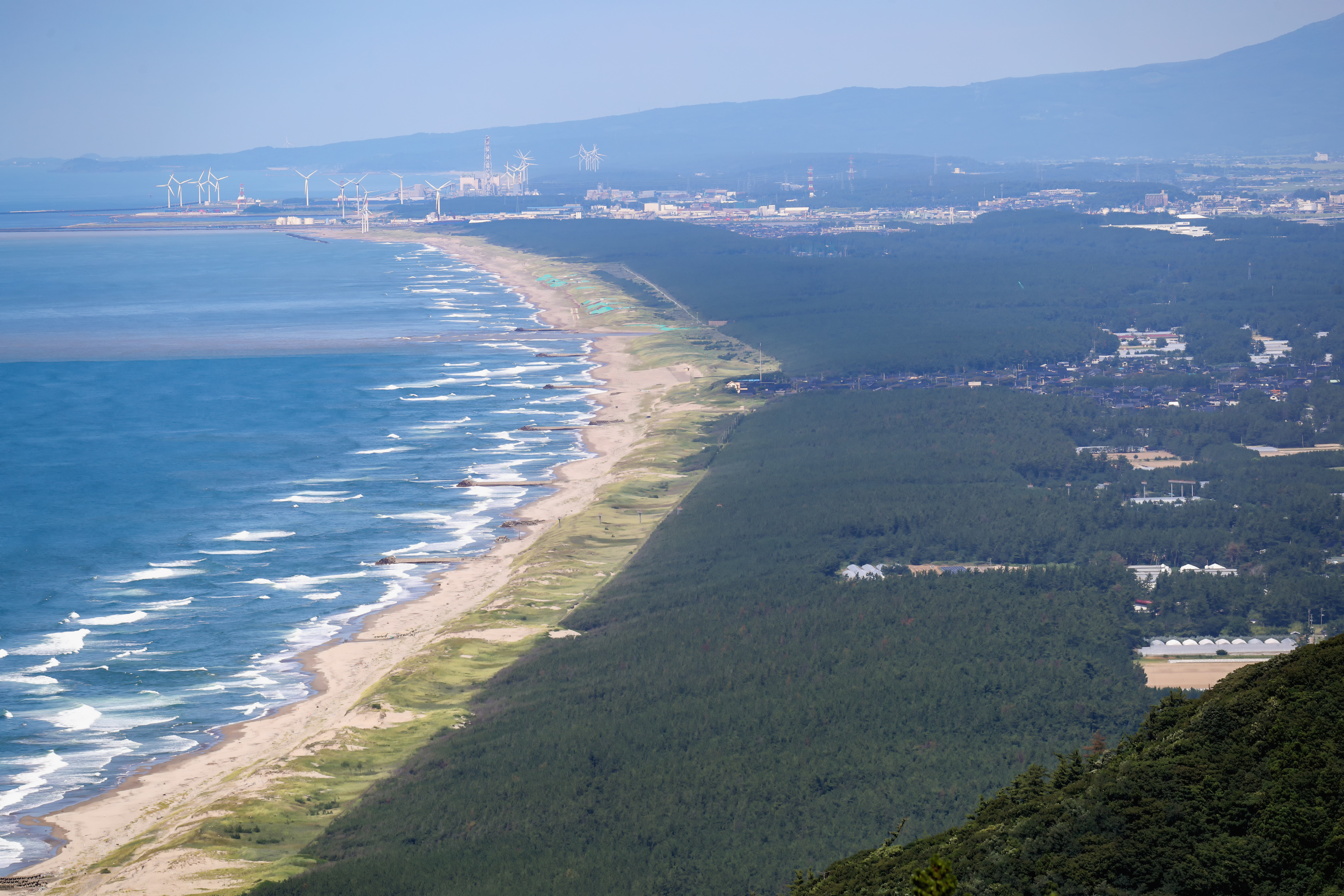
南側より望む

庄内砂丘（しょうないさきゅう）は、山形県北西部の日本海岸にある砂丘。

## 概要
山形県の北西部、日本海岸にある砂丘で鶴岡市湯野浜から酒田市を経て、飽海郡遊佐町吹浦まで赤川、最上川、日向川と総延長約35 kmに及び、庄内平野の西側を閉ざしている。幅は1.6 km - 3.2 kmで北へ行くにつれて狭くなっていく。面積は55.44 km2の日本有数の砂丘で、海岸線に対して平行な砂丘脈からなり、最上川以南では西部砂丘、中部砂丘、東部砂丘に分かれており、東部砂丘（内陸）が最も大きい。最高点は100 m余で、砂丘としては日本有数の高さである。約8000年前に川から運ばれた砂の堆積と海面の移動によって作られ、黒色砂層を挟み、下部の古砂丘と上部の新砂丘が重合した構造をもつ。植林が行われ、庄内海岸林を形成している。日本三大砂丘の一つや、日本一長い砂丘と呼ばれることがある。庄内海浜県立自然公園の一部であり、日本の白砂青松100選に選ばれている。

## 歴史・開発・利用

### 先史
気候等が安定していた古い時代には自然植生があったが、徐々に人的活動によって破壊が進んでいき、庄内地方では特に冬季は北西の季節風が卓越し、飛砂が激しく不毛の地であった。

### 砂防の始まりから江戸時代中期
1000年以上前から飛砂防止のための施策が行われていたといわれている。中世ころまでこの砂丘は広葉樹が生い茂る森林で覆われていたが、戦国時代から江戸時代初期にかけての兵火や、製塩の薪材などとして無計画な乱伐が繰り返され、伐り尽くされてしまったといわれている。当時、庄内藩が沿岸集落に塩を現物税として課したため、庄内の沿岸各集落では製塩が盛んに行われていた。当時の製塩法は、海水を煮詰めるために大量の薪を必要とし、流木の他に、砂丘にあった自然植生の樹木が伐採され使用された。やがて樹木は枯渇し、上流から製塩用の薪が水運で運ばれるようになり、この薪は「塩木」と呼ばれた。江戸時代中期ころその荒廃は極に達し、植生を失った砂丘は砂を吹き上げ、飛砂によって田畑や溝堰は埋まり、河口の埋没による連年の洪水で人々の生活は困窮し家屋の移転を余儀なくされて廃村となるものもあったと言い伝えられている。

### 江戸時代中期から後期
宝永年間・享保年間の頃から、事の事変を知った庄内藩では民生安定のため砂防植林を進めた。砂防植林を進めるにあたり、庄内藩は1郷につき1人から2人の指導的人材に「植付役」という役職を与え指揮をとらせた。最上川より北側（川北）では、来生彦左衛門（1659?1748）、本間光丘（1732-1801）、佐藤藤蔵（1712-1797）などの商人や、藩命で入植した農民が区域を分割して土地を預かり、私財を投じて植林に尽力した。来生彦左衛門は遊佐郷天神新田村に生まれ、ウルシなどを植えすでに砂丘地における植林を始めていた越後・村上へ1704年に赴き、クロマツ等の種子を持ち帰っている。苗木の養成方法を研究しながら最上川河口から吹浦まで植林し、庄内砂丘地植林の先駆者と言われている。
本間光丘は酒田西北部を、佐藤藤蔵は藤崎地区を、曽根原六蔵は菅里地区を植林している。最上川より南側（川南）では、植付役の佐藤太郎右衛門が植林のために移住者を募って新村を興し、植林と農地開拓を進めた佐藤太郎右衛門は、最上川以南の砂丘地の植林を指導する一方、赤川下流の治水事業も行って新田も拓き、農業の発展にも貢献した。この最上川を挟んだ南北の植林の進め方の違いは、林帯配置の違いとなって今でも確認できる。しかし、庄内特有の強風と日本海からの塩分、それに強烈な乾燥という、生き物には厳しい砂丘に根付く植物は少なく、当初はあらゆる樹木や草本が植えられたが、長い試行錯誤の末、まず砂地に強い草を植えて砂丘の表面を落ち着かせ、次にネムノキやグミなどの砂地に強く地力を肥やす潅木を植え、その後にクロマツを植林するという方法がとられた。
またこのように手順を踏んでの植林であるため、最初は東部砂丘の安定から始まり、その後中部砂丘、西部と順次範囲を広げられ、最終的には昭和まで続くことになる。川北では植林区域を個人に分割したため、植林成功後は佐藤藤蔵家や曽根原六蔵家のように永代預り地となったところ、あるいは本間家植林地のように明確に私有地となったところもある。本間家はこれにより日本有数の大地主となったが、私利私欲に走らず公益的な精神に基づいて行われ、多くの雇用も創出して地域の経済を支えた。このことに人々は感謝し、庄内では今でも敬愛を込めて本間様と呼ばれている。
川南では佐藤太郎右衛門家の指導により、集落の各戸で区域を均等に分割し、宅地田畑に接続した森林を「地続山」として藩に申請し、それについて個々が植林や管理の義務と燃料採取などの権利を得ていたため、佐藤太郎右衛門自身を含めて、大地主となった者はいなかった。

### 明治時代から大正時代
明治に入ると地租改正により、本間家のように明確に所有権を証明できたもの以外、ほとんどの森林が「官林」となった。これを不服として各集落で民有林への引き戻し訴訟が起こされたが、多くの官林が民有林に戻されたのは明治末期になってからである。このため砂防植林事業は一時衰退し、大正時代になっても条件の厳しい前線部では手つかずのままの砂地が広がっていた。

### 昭和初期から第二次世界大戦
1932年（昭和7年）からは国庫補助による公共事業として海岸砂防造林が進められたが、戦時色が濃くなると森林整備の予算は削減され、戦中戦後は現状維持すら困難な状況となった。また燃料の過剰採取や松根油採取、食糧増産や引揚者の収容等のための開墾等で砂防林はさらに荒廃し、戦後は再び飛砂の猛威が復活してしまい、海浜の集落では家屋や耕地の埋没が相次ぎ眼病発生率も高くなった。

### 第二次世界大戦後から昭和後期
荒廃してしまった海岸林の再整備と、砂丘地における農地開拓はどちらも喫緊の課題であり、その両立が求められた。そのため、国・県・町村の関係機関により1949年度（昭和24年度）に、農地・海岸林・宅地の基本的な配置計画を定めた「飽海郡砂丘地総合開発計画」が策定された。植林が困難であった前線部の民有林が国に寄付され国有林へと組み入れられ、昭和26年から国営の大規模な植林事業が開始されたほか、活発に植林事業が展開された。しかし昭和30年代はまだ飛砂がひどく、家の中で傘を差して食事をしたり、日々砂掘りをする生活が続いており、その悲惨な状況が、安部公房の小説『砂の女』のモデルとなった。そして昭和50年代に至り、江戸時代から続いた植林事業は一応の完了となった。

### 植林事業の完了以降から現代
海岸林は燃料や木材などの生活物資を得る場として暮らしに必要不可欠な存在であったが、化石燃料が普及したことにより、松葉かきや枯れ枝の採取などの作業を行う必要がなくなった。さらには植林事業が進み、さらにクロマツの成長とともに飛砂被害も減少していったことにより、人の手も心も松林から次第に離れていき、人の手が入らなくなった松林は落ちた松葉が堆積し、植生の遷移が加速度的に進むと同時に、林が過密化し、草のつるが巻きつき、やぶとなり荒廃が進んでいった。
そして戦後の経済発展に伴う大規模な港湾建設事業や、人口の増加に伴う宅地造成の盛土材としての丘砂の需要の拡大による砂採取を目的とした砂丘開発が進められ、大量の松林が伐採された。さらに昭和50年代中頃には、西日本・東日本で猛威を振るっていた松くい虫の被害が庄内海岸砂防林でも確認され、急速に被害が拡大・まん延し、管理が行き届かなくなっていた庄内海岸砂防林の荒廃に拍車をかけることになった。今では、行政機関や森林ボランティア団体による整備活動が主催する整備活動のほか、森林環境教育の一環として学校による整備活動や、地域貢献の一環として企業による整備活動も行われている。

### 砂丘地の利用
庄内海岸砂防林で生産されている作目の主な特徴としては、砂防林周辺が砂丘地になっており、畑作が中心でメロンやスイカが特産品となっているほか、チューリップ、トルコギキョウなどの花き類が多く栽培・生産されている。西浜キャンプ場や庄内空港緩衝緑地などのように、野外キャンプやスポーツなどのレクレーションの場としても活用されている。鶴岡市では国際ノルディックウォークが毎年開催されるなど、松原を活用した行事も数多く行われている。また風が強いことを利用し、風力発電用風車が多数設置されている。

## 庄内砂丘を舞台とした作品

### 小説
- 砂の女（安部公房）